# 岡村島
岡村島（おかむらじま）は、瀬戸内海の中部にある関前諸島の島。行政上は愛媛県今治市に属する離島である。
1959年（昭和34年）5月に離島振興法の離島振興対策実施地域に指定されたが、 今治市への合併後、2010年（平成22年）4月1日付で指定は解除された。
基幹産業は第一次産業の農業や漁業である。島の地質は花崗岩に所々で砂質土壌がみられ、秩父古成層地帯の角礫の含有量が極めて多いため、ミカン栽培に適している。本州の広島県呉市と安芸灘とびしま海道（陸路）でつながっており、2024年現在、その終端である。

## 地理
今治港の北西約17キロメートルの位置にあり、大下島、小大下島とともに関前諸島を形成している。東の小大下島、西の大崎下島（広島県）に挟まれた形。関前諸島の中では一番面積が広く、人口も多く、関前諸島の中心と言える。大崎下島との間の御手洗瀬戸にはいずれも広島県に属する中ノ島、小島などがある。
山は、岡村の集落の北西背後に立つ甲ノ峰が最高峰。山頂近くにまで柑橘園が展開されている。

## 自然
クロツバメシジミの生息地が存在することで知られる。

## 社会

### 集落
明治時代中頃から柑橘類の栽培が始まり、大正時代にはみかんの島として知られるようになった。以来、村役場がこの島に置かれるなど、関前諸島の中心として機能してきた。集落は島の南東部でフェリーの寄航する岡村港のある岡村に集積し、今治市関前支所（旧村役場）もこの集落にある。西に大崎下市の御手洗港に正対する形で白潟集落があるものの、規模は小さい。

### 行政区分
- 天保9年に隣島の小大下島を二分してその一部を岡村と合する。
- 1890年（明治23年）に岡村島と大下村の合併により越智郡関前村となる。
- 1890年（明治23年） - 岡村島と大下村が合併して越智郡関前村が発足。
- 昭和の大合併は離島という特性のため、経験しなかった。
- 2005年（平成17年）1月16日 - 関前村が今治市に編入合併され、今治市の一部となる。

### 人口
2021年（令和3年）11月の時点の人口は約280人で過疎化が進んでいる。2012年（平成24年）4月時点では409人、240世帯だった。

### 学校

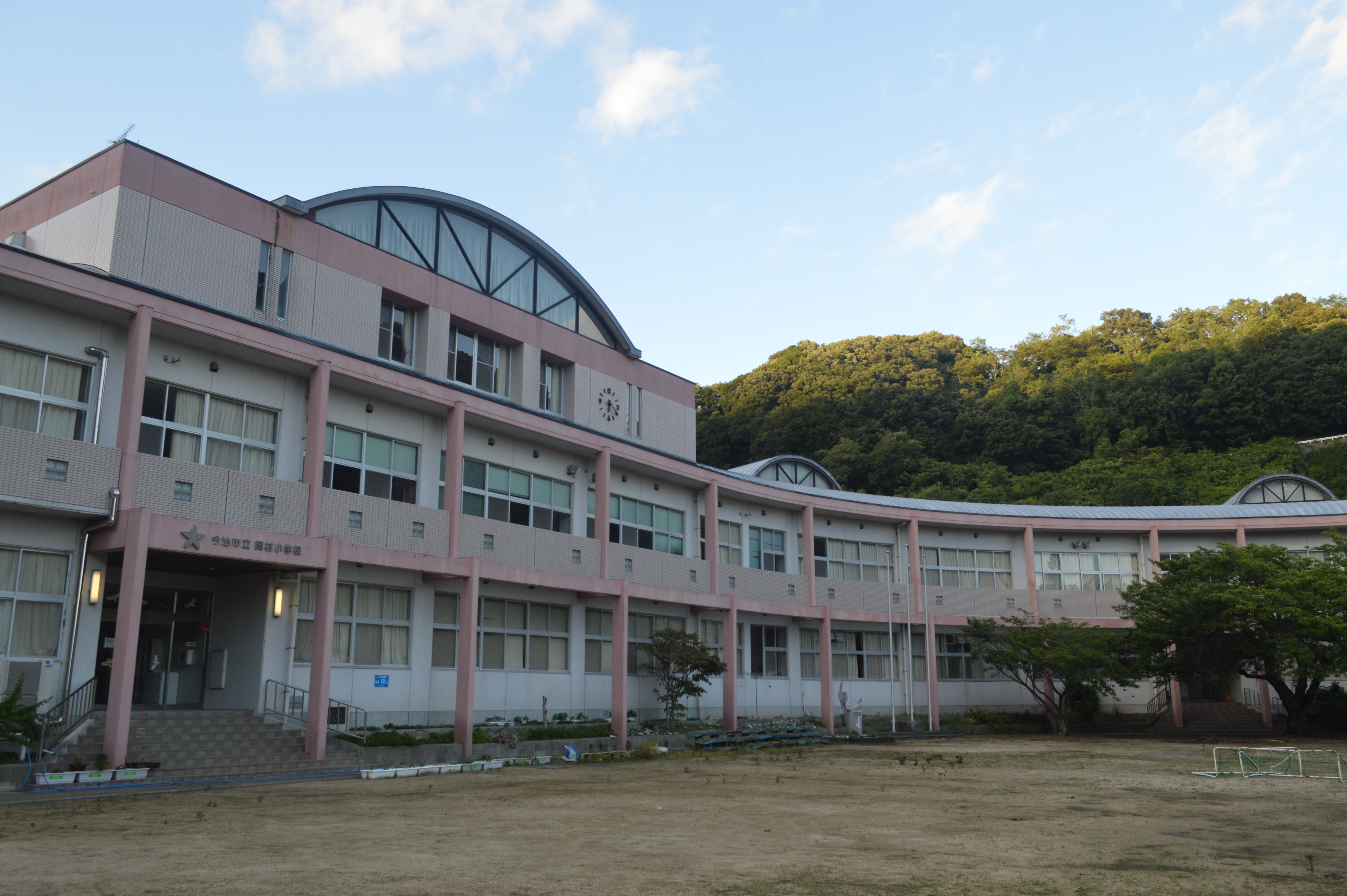
今治市立岡村小学校・今治市立関前中学校

- 今治市立岡村小学校
- 今治市立関前中学校

## 歴史
古くから斎灘の海上交通の要衝にあたり、平安時代から空海や菅原道真らが立ち寄ったいわれがある。戦国時代には村上水軍の城砦が築かれた。江戸時代中期には隣島の大崎下島の御手洗港などとともに潮待ち港として栄えた。
江戸時代に宮浦村と里浦村とが合併して岡村となり、松山藩に属していた。
1740年（天文5年）には島南端の観音崎に灯明台が築かれた。
近代
- 1950年 観音崎が瀬戸内海国立公園に編入される。
- 1862年　岡村桟橋が完成
- 1995年8月1日　平羅橋（へいらばし）開通。安芸灘諸島連絡架橋の一つ。大崎下島広域農道（通称・安芸灘オレンジライン）の一つ。広島県側の大崎下島とつながる3つの橋の内最初に開通。
- 1995年8月29日　岡村大橋開通。安芸灘諸島連絡架橋の一つ（7号橋）。岡村島と広島県側の中ノ島との間に架かっている。農道としては珍しい、県境をまたぐ橋。
- 1998年11月6日　中の瀬戸大橋開通。中ノ島と西隣の平羅島との間の橋。これにて一連の3橋が開通し、岡村島は大崎下島と陸路でつながる。
- 2008年11月18日　豊島大橋（豊島-上蒲刈島）の開通。これにて本州と陸路でつながった。

## 産業

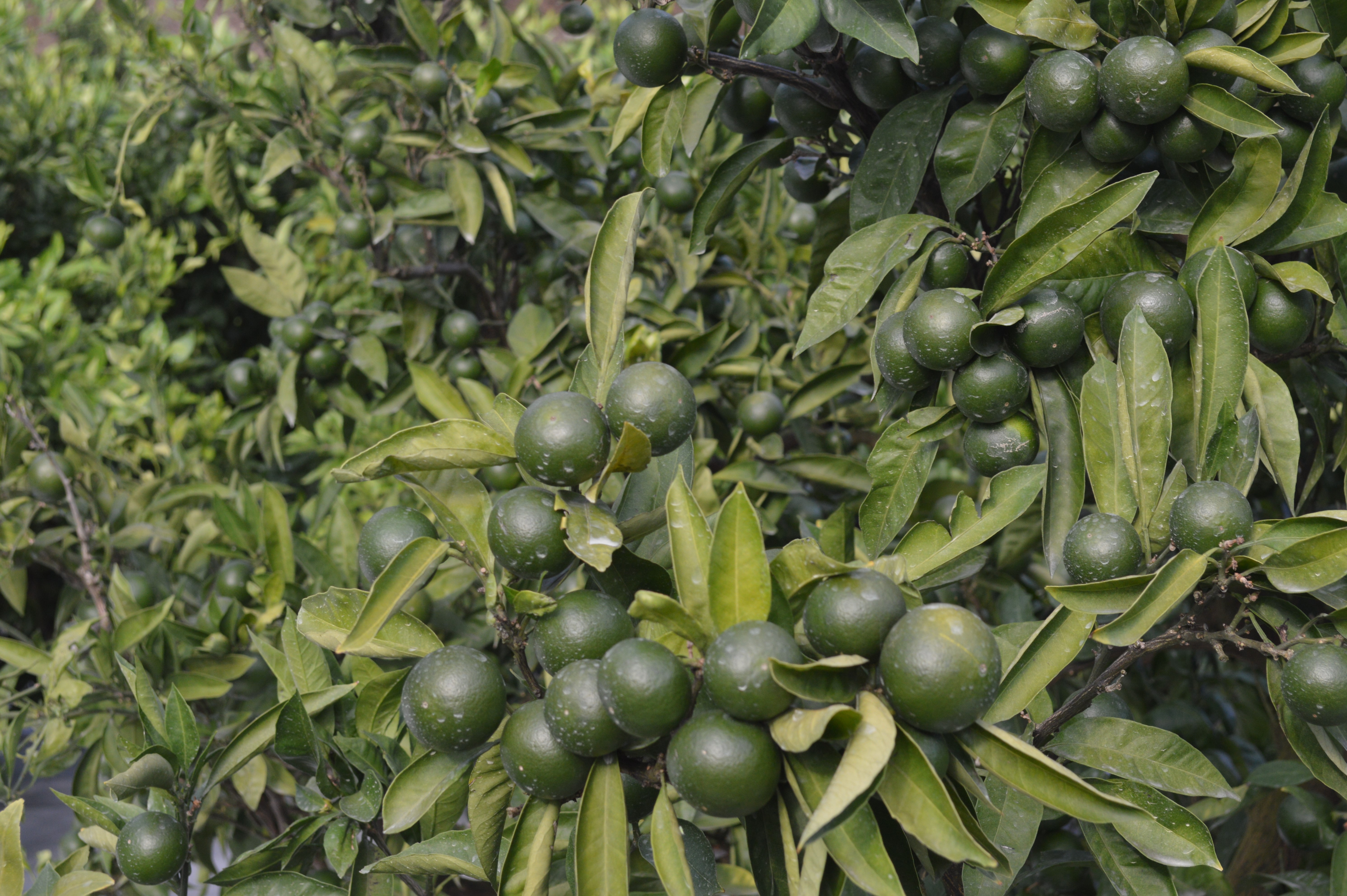
みかん畑

農業ではレモンを含めた柑橘類が栽培されている。2017年に来島した地域おこし協力隊員が、「しま味噌」を復活させた。漁業も営まれている。

## 交通

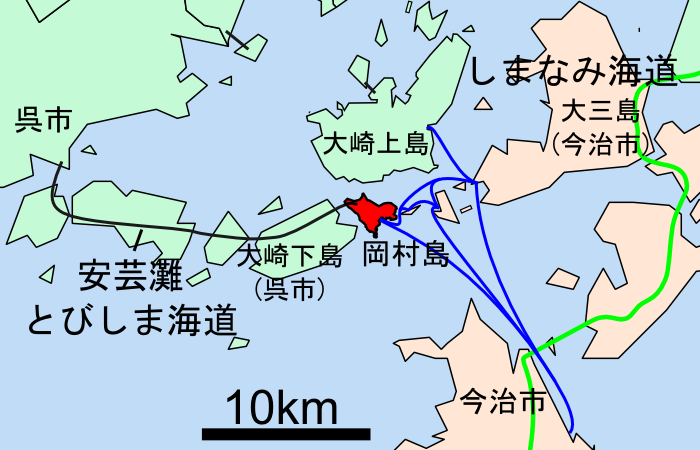
岡村島の位置。青線は岡村島に関係する航路
四国からのアクセスは、今治港から今治市営フェリーを使うのが一般的。広島県西部からは、呉市より安芸灘とびしま海道を利用して陸路で来ることができる。広島県東部以東からは、瀬戸内しまなみ海道を使って隣接する大三島に上陸し、大三島ブルーライン・今治市営渡船を使う方法がある。

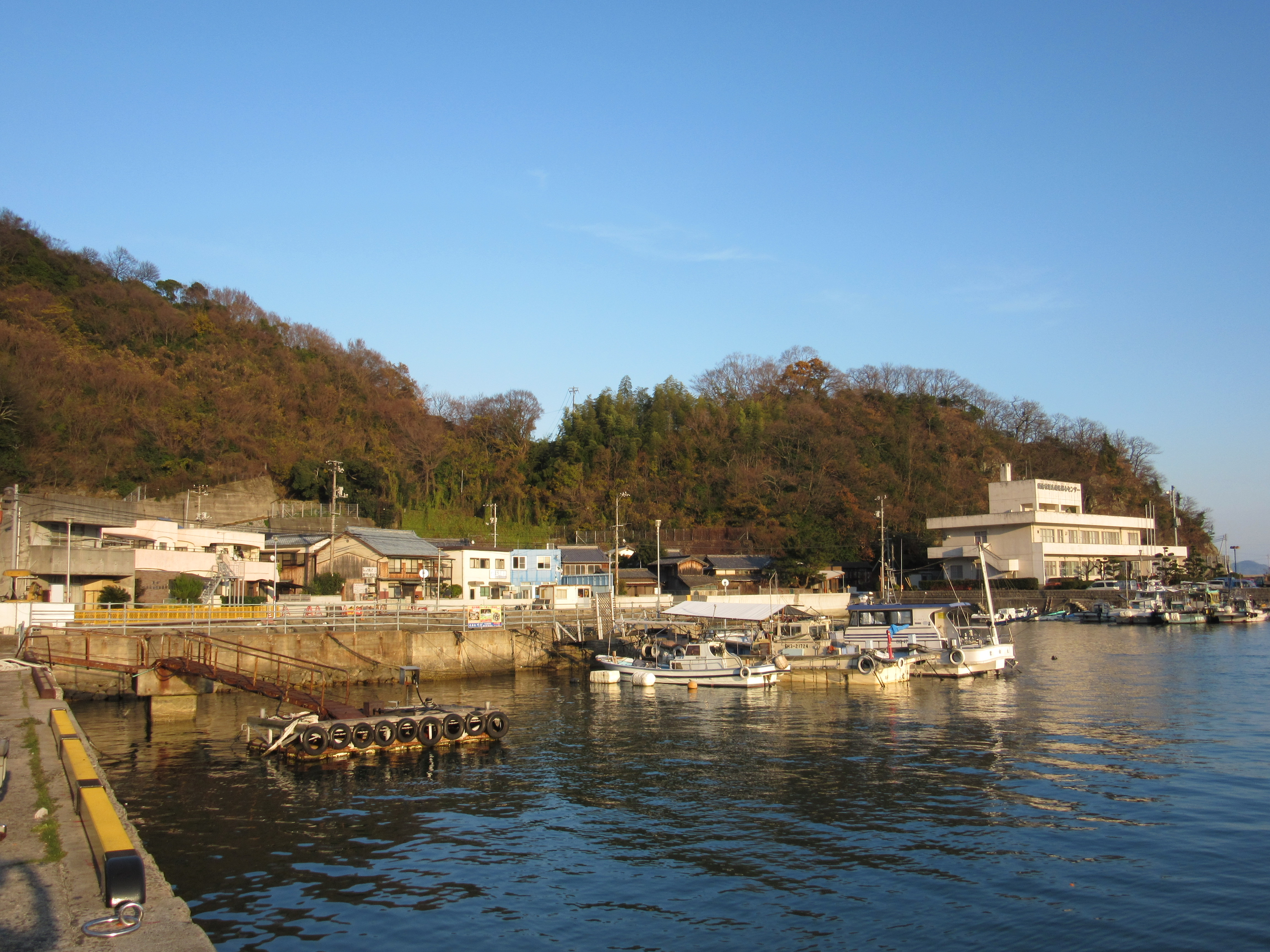
岡村港全景
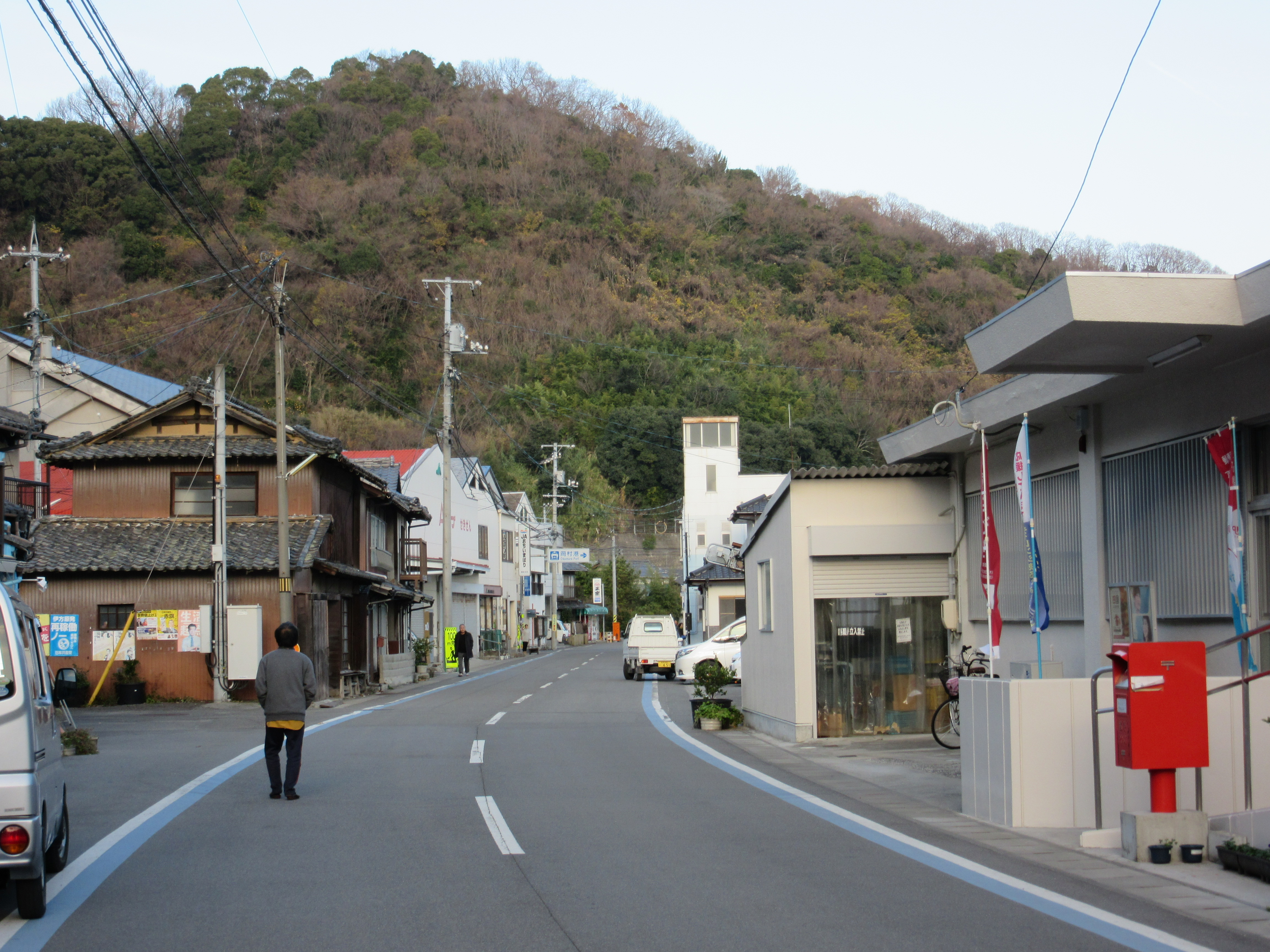
岡村島中心部
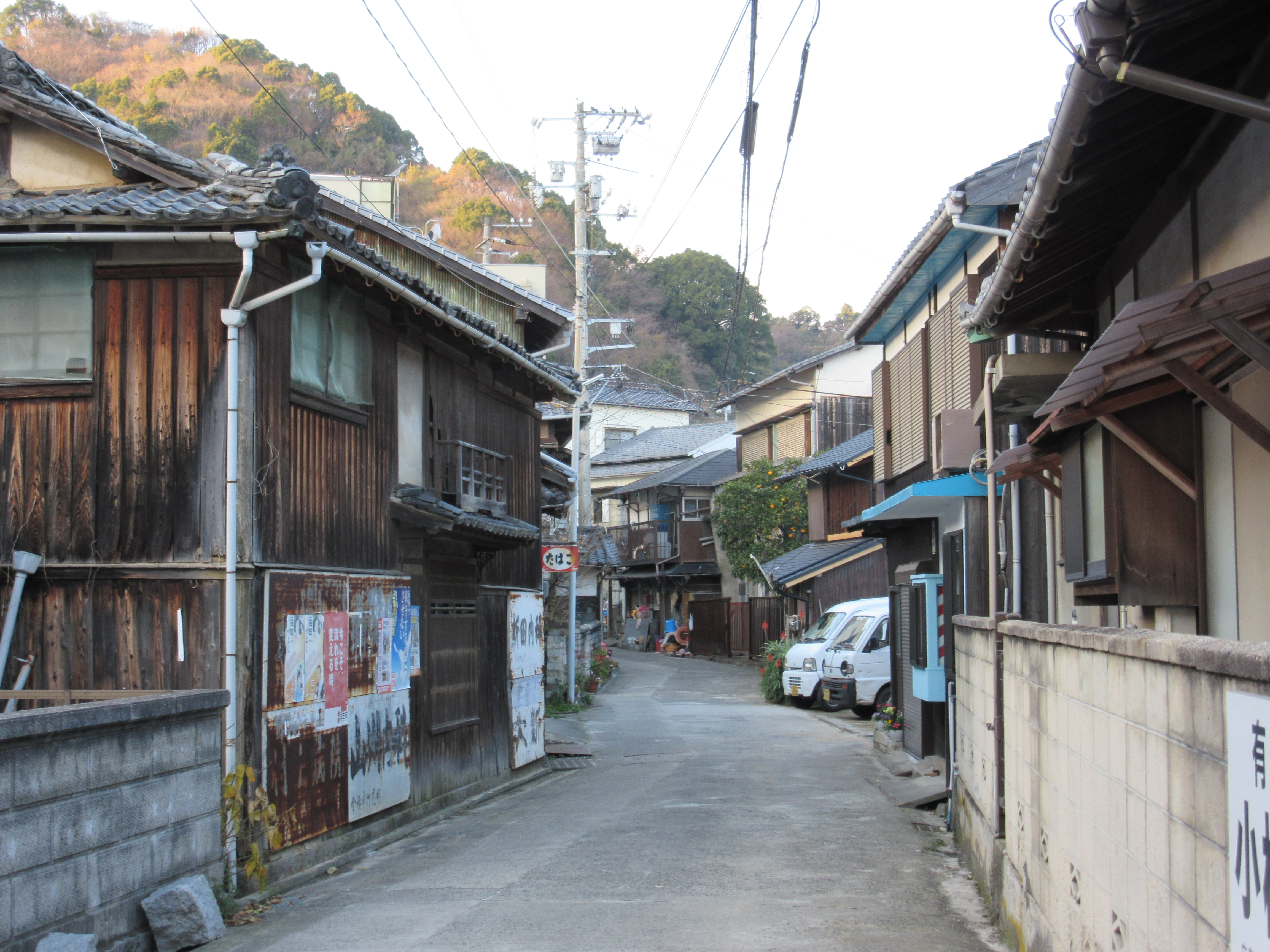
岡村島の路地

### 架橋

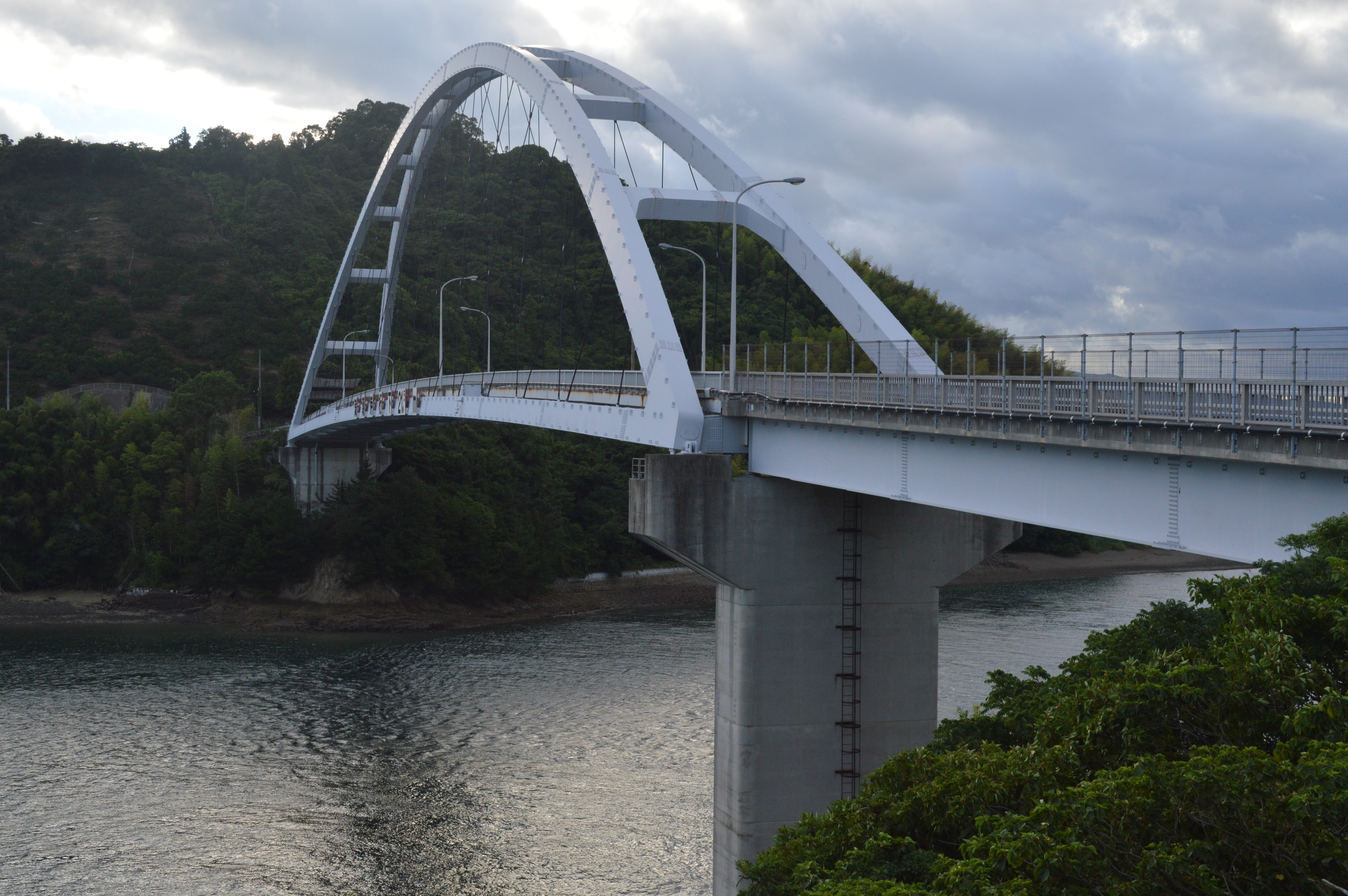
岡村大橋

安芸灘とびしま海道の現時点での終点に位置する。愛媛県と広島県の県境に位置するが、広島県との間には、安芸灘諸島連絡架橋の一環の岡村大橋、中の瀬戸大橋、平羅橋の3つの橋により大崎下島と道路でつながっている。
将来構想としては、北接する広島県の離島、大崎上島への架橋（安芸灘諸島連絡架橋8号橋）のほか、大下島などを経由してしまなみ海道沿線の大三島に架橋する構想（関前諸島架橋構想）がある。

### 海上交通
フェリー 「第二せきぜん」が今治－岡村間を1日4往復（内3往復は小大下島・大下島に寄港）、旅客船 「とびしま」が今治港－宗方港－岡村港間を1日4往復する。2012年10月より宗方・木江とのフェリー航路が就航（宗方－岡村間は5往復）。
港
- 岡村港
- 白潟港
- 城ノ谷漁港

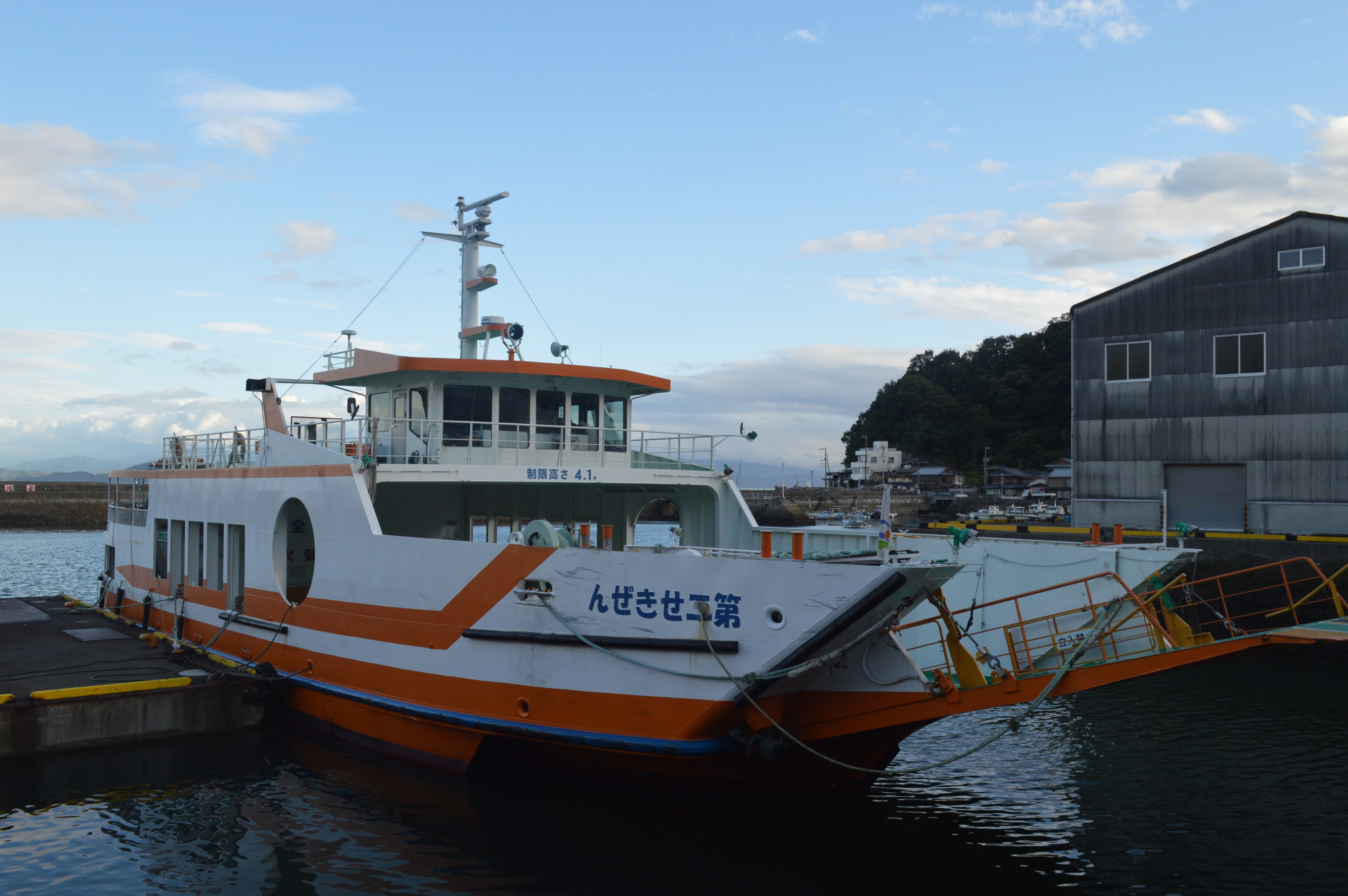
フェリー「第二せきぜん」
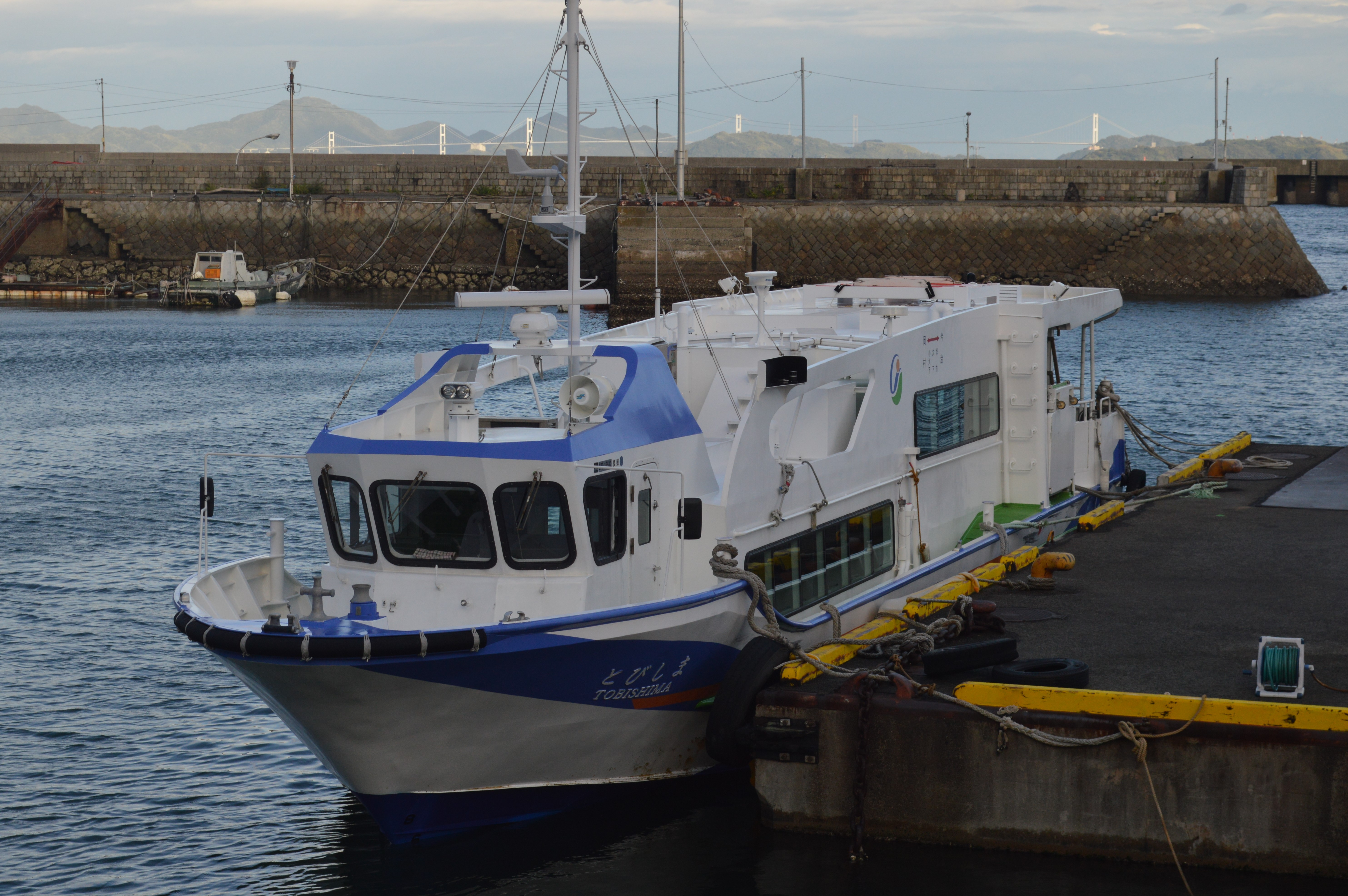
旅客船とびしま」

## 名所・旧跡・観光スポット
- 観音崎
- ナガタニ展望台
- 正月鼻古墳公園
- 人待ち瀬戸（戸待ち瀬戸）
- 姫子島神社
- 乗越海水浴場（サンビーチ）

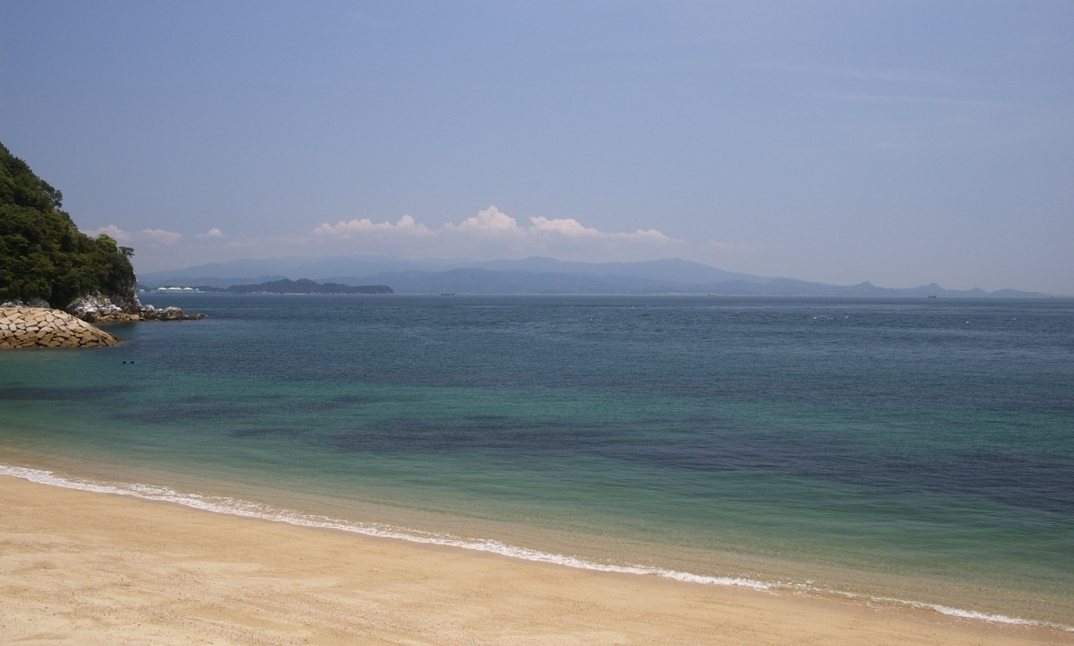
乗越海水浴場（サンビーチ）

- 救世観音堂：大同年間に空海（弘法大師）が一刀彫をしたといわれる救世観音像が安置されている。2012年10月14日、30年に一度の御開帳がある。
- お汐・亀松の壁画（盆踊り歌にもなっている純愛物語）
- ちょうちょ島館のクロツバメシジミチョウ標本
- フィッシングポイント（島内各地）

## 祭事・催事
- 弓祈祷 - 2月11日、鬼の字を書いた的にめがけて矢を放つ。愛媛県指定無形民俗文化財。

## 出身著名人
- 長野翼 - フジテレビアナウンサー